# Teresa Giráldez Fernández
Teresa Giráldez Fernández (Madrid, 1973) es una investigadora española, cuya actividad científica se centra en el estudio de la comunicación entre células a través de los llamados canales iónicos. En 2009, recibió el premio internacional Margaret Oakley Dayhoff Award de la Sociedad de Biofísica, que se otorga anualmente a una mujer por su prometedora carrera en el campo de la biofísica.

## Trayectoria
Se licenció en 1996 y se doctoró en 2001 en Bioquímica por la Universidad de Oviedo. Entre 2002 y 2005, realizó una estancia posdoctoral en la Universidad de Yale (Estados Unidos) donde se centró en el estudio de canales iónicos de potasio. Durante este periodo, realizó dos estancias de 3 y 4 meses en la Universidad de Washington, donde optimizó la técnica Patch-Clamp Fluorometry con aplicación en su investigación.
En 2014, Giráldez fue contratada como investigadora Ramón y Cajal en la Universidad de La Laguna (Tenerife), donde dirige un grupo de investigación en el Departamento de Ciencias Médicas Básicas en el área de Fisiología. Desde ese mismo año, dirige el proyecto Nanopodics, financiado a través de una ERC-Consolidator Grant.

## Reconocimientos
A lo largo de su carrera de investigación, Giráldez ha recibido diferentes premios. En 2009, recibió el premio Margaret Oakley Dayhoff Award, siendo la primera galardonada que no trabajaba en un laboratorio estadounidense. En 2011, la Sociedad de Biofísica de España (SBE) le concedió el Premio Nacional IZASA-Beckman-Coulter para jóvenes investigadores por su labor en el campo de la biofísica. Dos años después, en 2013, fue reconocida por la Fundación Orfeón La Paz como Mujer Canaria del año.
El 8 de junio de 2023 el Cabildo de Tenerife le otorgó la distinción de "Hija Adoptiva de la isla".